# Neogrollea
Neogrollea là một chi rêu trong họ Lepidoziaceae.